# Dance Dance Revolution Disney Dancing Museum
Dance Dance Revolution Disney Dancing Museum (ダンスダンスレボリューションディズニーダンシングミュージアム Dansu Dansu Reboryūshon Dizunī Danshingu Myūjiamu?) es un videojuego musical para Nintendo 64 desarrollado por Bemani y publicado por Konami el 30 de noviembre de 2000, solo en Japón, como parte de DDR Disney Mix.
- Datos: Q617065